# Том Мерилин
Томдрил „Том“ Мерилин (на английски: Thomdril “Thom” Merrilin) е литературен герой, един от главните герои във фентъзи-поредицата „Колелото на Времето“ от американския писател Робърт Джордан.
Малко е известно за живота му преди началото на романа; споменава се, че е бил бард на младата Лейди Мургейз от Дома Траканд. Той ѝ помага да се качи на трона на Андор и става неин придворен бард. Той осуетява плана на Тарингейл да убие Мургейз и го убива. По-късно става любовник на Мургейз. По това време Том открива, че племенникът му е преследван от Червената Аджа заради способността му да прелива Единствената сила, но решава да не го търси заради задълженията му към Мургейз.
По-късно решава да помогне на племенника си и напуска Мургейз. Когато се завръща, Мургейз му се ядосва, че я е изоставил, а той ѝ отговаря, че е пионка на Бялата кула. Налага му се да напусне двореца, тъй като е издирван, за да бъде екзекутиран. С уменията си на придворен бард той става веселчун и пътува из страната, като показва дарбите си по ханове и села. Когато тролоците нападат Емондово поле, Том се оказва в селото. Неговото идване съвпада с идването на Моарейн. На следващия ден тръгва с Ранд, Мат, Перин и Егвийн, страхувайки се, че младежите ще бъдат застигнати от същата съдба като племенника му, ако следват Моарейн. Според него така той може да отплати за провала му към роднината му. Когато групата е разделена, той остава с Ранд и Мат и жертва живота си, за да ги спаси от мърдраала в Бели мост. Том не умира, но окуцява. Ранд го открива по-късно в Кайриен, по време на Великият лов, а малко по-късно приятелката и ученичка на Том е убита от краля на Кайриен, Бартанес Дамодред. Том по-късно убива лорд Бартанес.